# Faraon z Exodu
Jméno faraona, který vystupuje v příběhu židovského exodu z Egypta, není v Tóře zmíněno, je nazýván jednoduše „Faraon“. Možných kandidátů je celá řada. Rozmezí vlády jednotlivých možných panovníků sahá od roku 1815 př. n. l. (Amenemhet IV.) do roku 1186 př. n. l. (Setnacht).

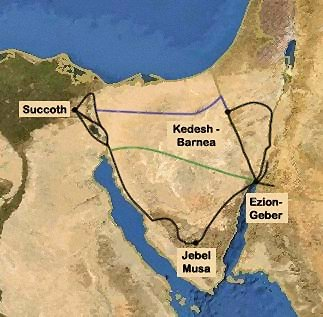
Černá linie značí trasu, kterou podle většiny expertu prošli Izraelité během Exodu. Další možné trasy, které však nejsou příliš pravděpodobné, jsou zelená a růžová linie.

## Možní kandidáti
Mezi možné kandidáty z řad egyptských panovníků na faraona z příběhu o Exodu patří:
- Amenemhet IV. (1815 př. n. l. – 1806 př. n. l.)
- Tutimaios (cca 1690 př. n. l.) - také známý jako Dedumose
- jeden z Hyksóských králů (15. dynastie, cca 1648 př. n. l. – 1540 př. n. l.)
- Ahmose I. (1550 př. n. l. – 1525 př. n. l.)
- Thutmose III. (1479 př. n. l. – 1425 př. n. l.)
- Amenhotep II. (1427 př. n. l. – 1401 př. n. l.)
- Amenhotep IV., také známý jako Achnaton (1352 př. n. l. – 1336 př. n. l.)
- Haremheb (cca 1319 př. n. l. – 1292 př. n. l.)
- Ramesse I. (cca 1292 př. n. l. – 1290 př. n. l.)
- Sethi I. (cca 1290 př. n. l. – 1279 př. n. l.)
- Ramesse II. (1279 př. n. l. – 1213 př. n. l.)
- Merenptah (1213 př. n. l. – 1203 př. n. l.)
- Amenmesse (1203 př. n. l. – 1199 př. n. l.)
- Sethnacht (1190 př. n. l. – 1186 př. n. l.)

Většina starověkých autorů se klonila k názoru, že to byl Ahmose I., který z delty vyhnal Hyksósy.
Sigmund Freud se domníval, že to byl Achnaton, který zavedl monoteismus. 
Postavou nejčastěji populárně spojovanou (převážně díky filmu Desatero přikázání) s biblickým exodem je Ramesse Veliký, ačkoliv neexistují žádné dochované dokumenty nebo archeologické nálezy, které by potvrzovaly, že se potýkal s Morovými ranami či něčím podobným, nebo že by pronásledoval hebrejské otroky unikající z Egypta. 
Několik vědců v 60. a 70. letech 20. století, jako například George Mendenhall, 
spojovalo příchod Izraelitů do Kanaánu s národem Hapiru, který je zmíněn v el-amarnských tabulkách, které se datují do vlády Amenhotepa III. a Achnatona, a v dohodách Chetitů s Ramessem II.
Většina vědců však dnes pokládá národ Hapiru či Apiru za zloděje, kteří napadali obchodní a královské karavany, putující podél kanaánského pobřeží. Stéla Ramesse II. v Bet Še'anu z konce 13. století př. n. l. zmiňuje dva porobené národy, které „mu přišly projevit úctu“ do jeho města, avšak nezmiňuje ani stavbu města, ani Izraelity nebo Hapiru.
V Tóře se píše, že Izraelité dřeli v otroctví a „museli stavět faraonovi města pro sklady, Pitom a Raamses“. 
Druhý název odkazuje k městu Pi-Ramesse Aa-nachtu (Dům Ramesse, Velkého ve vítězství), starověkému městu Pi-Ramesse (dnes pod názvem Qantir), které bylo letním sídlem faraona Sethiho I. 
Ramesse II. toto město podstatně rozšířil, a to ze dvou důvodů: jednak aby zvelebil své severní hlavní město, jednak aby posílil svou důležitou předsunutou základnu pro válečná tažení do Levanty. Podle Kennetha Kitchena bylo město Pi-Ramesses přibližně od roku 1130 př. n. l. opuštěné a jak bylo často zvykem, pozdější vládci použili mnoho kamene z města pro stavbu chrámů ve svém novém hlavním městě Tanisu. 
Z toho důvodu, pokud je identifikace města správná, tato skutečnost posiluje předpoklady, pro identifikování Ramesse I. nebo Ramesse II. jako faraona, který vládl Egyptu v čase Mojžíšova života.
Jeho syn a následovník Merenptah se ve své Merenptahově stéle zmiňuje, že za jeho vlády již v Kanaánu Izraelité žili. Merenptahova zmínka o jejich zničení podle Michaela G. Hasela pravděpodobně odkazuje k egyptské vojenské strategii, totiž celkovému rozdrcení etnické skupiny namísto zničení jejího potomstva. 
Merenptahův zápis používá paralelní strukturu, která je v rozporu s městskými státy Izraelitů v oblasti Kanaánu. 
V souvislosti s tím je třeba zmínit, že Kniha Jozue a Kniha Soudců popisují Izraelity jako kmeny jednající nezávisle nebo v malých koalicích proti svým nepřátelům, s podivem nad rychlostí, kterou jsou schopni sjednotit natolik, že je starověké a mocné národy jako Egypt považují za zaznamenáníhodné.
Kanadský dokumentární pořad z roku 2006, Exodus Decoded („Exodus rozluštěn“), tvrdí, že faraon z Exodu je Ahmose I. a souvisí s událostí na ostrově Santorini. Ovšem titul faraon se vztahuje na faraony od Thutmose III. (a „faraon“ znamená původně „palác“ než „král“).